# Henrique Dubugras
Henrique Dubugras é um empresário brasileiro, fundador da Brex.
Cônjuge = Laura Fiuza

## Biografia
Henrique Vasconcelos Dubugras é um jovem empreendedor brasileiro que começou seu primeiro empreendimento aos 12 anos de idade quando abriu um servidor pirata do jogo Ragnarok Online. Alguns anos depois, ele foi o responsável por fundar, junto com seu sócio Pedro Franceschini, a startup de pagamentos Pagar.me. Logo após, ela foi vendida por alguns milhões para a Stone. Aos 21 anos, Henrique teve seu primeiro sucesso e se tornou um multimilionário. Durante esse período, ele foi estudar em Stanford, mas não permaneceu lá por muito tempo. Ele e seu sócio Pedro abriram a Brex. Depois de passar um ano na universidade, receberam investimentos de alguns integrantes da "PayPal Mafia" (um grupo de empresários conhecidos por terem fundado o PayPal) e iniciaram a Brex, que anos depois se tornou uma empresa avaliada em 6,9 bilhões de dólares, com uma receita anualizada (ARR) de 500 milhões de dólares.